# Chimie des nanotubes de carbone
Cet article concerne les nanotubes de carbone. Pour la chimie des buckyballs, voir Chimie des fullerènes.

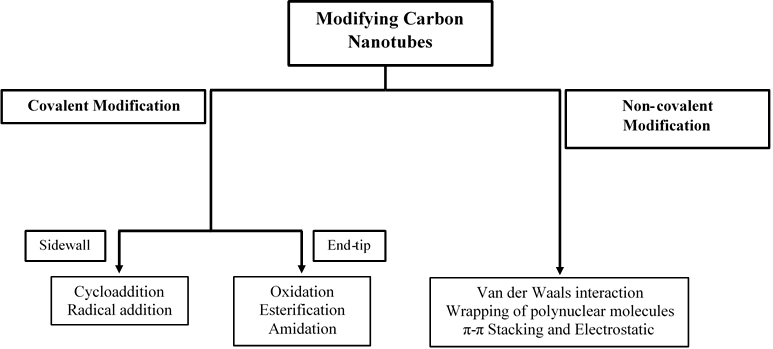
Diagramme des différentes mofdifications chimiques possibles de nanotubes de carbone.

La chimie des nanotubes de carbone implique des réactions chimiques qui sont utilisées pour modifier les propriétés de nanotubes de carbone. Ces derniers peuvent être fonctionnalisés pour obtenir des propriétés particulières, leur donnant un large éventail d'applications. Les deux méthodes principales de fonctionnalisation des nanotubes sont les modifications covalentes et non-covalentes.
À cause de leur nature hydrophobique, les nanotubes tendent à s'agglomérer, gênant leur dispersion dans des solvants. Les agrégats de nanotubes réduisent les performances mécaniques du composite final. La surface des nanotubes peut ainsi être modifiée pour réduire leur hydrophobicité et augmenter l'adhésion par liaison chimique aux interfaces avec un polymère.

## Modifications covalentes

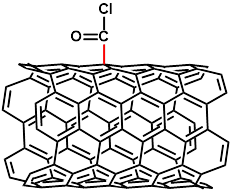
Une modification covalente d'un nanotube de carbone.

Une modification covalente lie un groupe fonctionnel sur le nanotube de carbone. Des groupes fonctionnels peuvent être liés sur la paroi latérale ou aux extrémités d'un nanotube, les extrémités ayant la plus haute réactivité. Bien que les modifications covalentes sont très stables, le processus de liaison perturbe l'hybridation sp2
des atomes de carbone à cause de la formation d'une liaison σ.

### Oxydation
La purification et l'oxydation des nanotubes de carbone sont bien représentées dans la littérature,,,. Ces procédés sont essentiels pour la production à faible rendement de nanotubes où les particules de carbone, les particules de carbone amorphe et d'autres résidus, forment une part significative du matériau global et sont également importants pour l'introduction de groupes fonctionnels de surface. Lors d'une oxydation acide, le réseau de liaisons carbone-carbone des couches graphitiques est rompu, permettant l'introduction d'unités d'oxygène sous les formes des groupes carboxyle, phénol et lactone, qui ont été largement exploités pour des fonctionnalisations chimiques plus poussées.
Les premières études sur l'oxydation des nanotubes de carbone concernent des réactions en phase gazeuse avec des vapeurs d'acide nitrique dans de l'air, qui fonctionnalisent sans distinction les nanotubes avec des groupes carboxyle, carbonyle ou hydroxyle. Dans des réactions en phase liquide, les nanotubes sont traités avec des solutions oxydantes d'acide nitrique ou une combinaison d'acides nitrique et sulfurique avec les mêmes effets. Cependant, une suroxydation pouvait survenir, provoquant la rupture du nanotube en fragments, connus sous le nom de fragments carbonés. Xing et al. ont utilisé une oxydation aux acides nitrique et sulfurique assistée par sonication de nanotubes pour produire des groupes carboxyle et carbonyle. Après la réaction d'oxydation dans une solution acide, un traitement au peroxyde d'hydrogène limite les dommages sur le réseau du nanotube de carbone. Les nanotubes de carbone mono-feuillets peuvent être raccourcis de manière modulable avec de l'oléum et de l'acide nitrique. L'acide nitrique coupe les nanotubes de carbone tandis que l'oléum crée un canal.
Dans un type de modification, l'aniline est oxydée en un intermédiaire diazonium. Après rejet de l'azote, il forme une liaison covalente en tant que radical aryle (en) :

### Estérification, amidation
Les groupes carboxyles sont utilisés comme précurseurs pour la plupart des réactions d'estérification et d'amidation. Le groupe carboxyle est converti en un chlorure d'acyle avec l'utilisation d'un chlorure de thionyle ou d'oxalyle qui réagit ensuite avec l'amide, l'amine ou l'alcool désiré. Les réactions d'amination peuvent faciliter le dépôt des nanotubes de carbone sur des nanoparticules d'argent. Les nanotubes de carbone fonctionnalisés avec des amides chélatent les nanoparticules d'argent. Les nanotubes de carbone modifiés avec des chlorures d'acyle réagissent facilement avec les molécules hautement ramifiées tels les poly(amidoamine) (en). Les nanotubes modifiés avec des amines peuvent être préparés par réaction entre l'éthylènediamine et des nanotubes de carbone porteur de chlorures d'acyle.

### Halogénation
Les nanotubes de carbone peuvent réagir avec l'acide peroxytrifluroacétique, donnant principalement des groupes fonctionnels acide carboxylique trifluoroacétique. Les nanotubes de carbone fluorés, via substitution, peuvent ensuite être à nouveau fonctionnalisés à partir de l'urée, de la guanidine, du thiocarbamide et d'aminosilanes. Utilisant la réaction de Hunsdiecker, les nanotubes traités à l'acide nitrique peuvent réagir avec le diacétate d'iodosobenzène pour donner des nanotubes de carbone porteurs d'iode.

### Cycloaddition
Des protocoles de cycloadditions existent également pour les nanotubes de carbone comme des réactions de Diels-Alder, des cycloadditions 1,3-dipolaire d'ylures d'azométhines (en) et des réactions de cycloadditions azoture–alcène. Un exemple est une réaction de Diels-Alder assistée par l'hexacarbonyle de chrome et de fortes pressions.
La réaction de cycloaddition 1,3-dipolaire la plus connue implique des ylures d'azométhine et des nanotubes de carbone. L'addition d'un cycle pyrrolidine peut conduire à divers groupes fonctionnels comme des dendrimères de
poly(amidoamine)s de seconde génération, des groupes phthalocyanines, des groupes perfluoroalkylsilane et des groupes amino-éthylèneglycol. La réaction de Diels-Alder est notamment utilisée sur des nanotubes fluorés. Une telle réaction avec des nanotubes fluorés peut avoir lieu avec des diènes comme le 2,3-diméthyl-1,3-butadiène, l'anthracène et le 2-triméthylsiloxyl-1,3-butadiène.

### Addition radicalaire

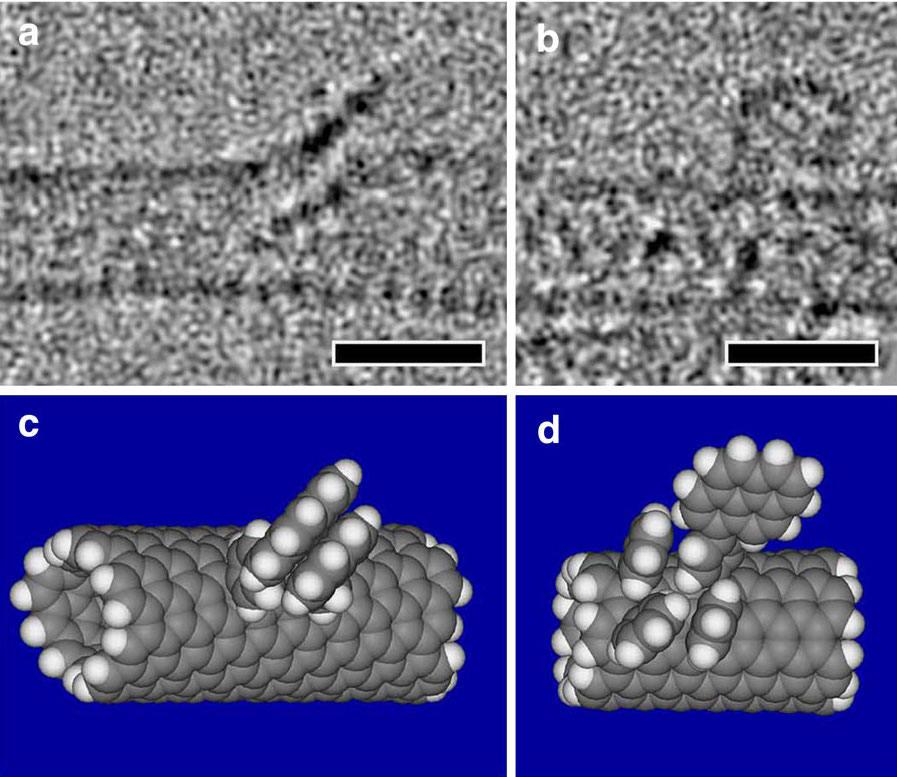
En haut : électromicrographie montrant des interactions entre des nanotubes de carbone et le radical 4-(1-pyrényl)phényl radical (a) et son ester boronique (b). En bas : modèles correspondants.

La modification de nanotubes de carbone par des sels d'aryle de diazonium a été étudiée par Tour et al.. À cause de la difficulté de la production in situ de composés diazonium, d'autres méthodes ont été explorées. Stephenson et al. ont ainsi utilisé des dérivés de l'aniline avec du nitrite de sodium, de l'acide sulfurique à 96 % et du persulfate d'ammonium. Les nanotubes de carbone fonctionnalisés par le diazonium sont utilisés comme précurseurs pour des modifications plus complexes. Des réactions de couplage de Suzuki et de Heck ont été réalisées à partir de nanotubes fonctionnalisés par des groupements iodophényle.

### Addition nucléophile
Hirsch et al. ont réalisé des additions nucléophiles par réaction entre des organolithiens et des organomagnésiens sur des nanotubes de carbone. Une oxydation dans l'air successive à cette réaction permet de créer des nanotubes de carbone modifiés par des groupes alkyles. Hirsch et al. ont également réalisé des additions nucléophiles de groupes amine par l'action de l'amidure de lithium, conduisant à des nanotubes de carbone modifiés avec des groupes amine.